# 나고시

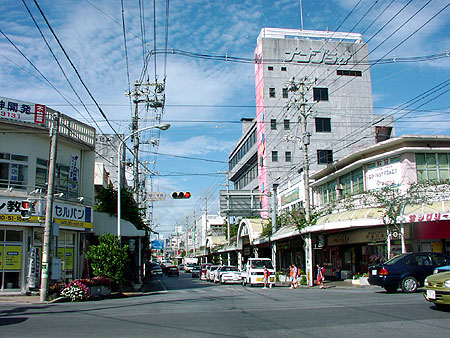
나고 시가지

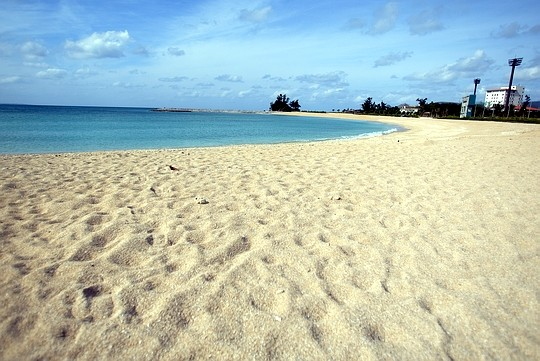
나고의 해변

나고시(일본어: 名護市, 오키나와어: Nagu)는 일본 오키나와섬 북부에 있는 시이다. 시 중에서는 오키나와에서 가장 북쪽에 있다.

## 개요
2000년에 열린 G8(주요 8개국 정상회담)의 개최지로도 화제를 모았다. 중심 시가지는 나고만과 접하고 배후지에는 산지가 우뚝 솟아 있다. 오키나와섬 북부 지역의 중심 도시로, 국가와 오키나와현의 파견 기관도 많고 상업이 활발하다. 또 농업으로는 난초, 국화 등 화훼와 과수·야채 재배가 번성하고 어업으로는 가다랑어가 많이 잡히고 도미·보리새우 양식도 행해진다.
오키나와 자동차도가 지나고 해안의 해수욕장, 시가지 동쪽의 나고성터와 같은 경승지가 있다. 1979년 이래 일본 프로 야구 퍼시픽 리그 팀인 홋카이도 닛폰햄 파이터스의 스프링캠프가 나고시영 야구장에서 열리고 있다.

## 역사
- 1908년 - 도서 정촌제 시행으로 나고촌·하네지촌·구시촌이 성립하였다.
- 1923년 - 구시촌 북부가 히가시촌으로 분리되었다.
- 1924년 - 나고촌이 정으로 승격해 나고정이 되었다.
- 1946년 5월 - 나고정 북서부가 야부촌, 하네지촌의 야가지섬이 야가지촌으로 각각 분리되었다.
- 1970년 8월 1일 - 나고정·하네지촌·구시촌·야부촌·야가지촌 등 5개 정촌이 합병해 오키나와현에서 9번째 시로 나고시가 탄생했다.

## 지리
오키나와섬 북부에 위치한다. 총면적은 210.33km2로 오키나와현 총면적(2275.94km2)의 약 9.2%를 차지하여 다케토미정(334.02km2), 이시가키시(229.00km2)에 이어 3번째이고 오키나와섬에 속하는 시정촌 중에서 최대 면적이다.

### 인접한 자치체
- 모토부정
- 나키진촌
- 오기미촌
- 히가시촌
- 기노자촌
- 온나촌

### 기후
| 나고시의 기후                                                | 나고시의 기후 | 나고시의 기후 | 나고시의 기후 | 나고시의 기후 | 나고시의 기후 | 나고시의 기후 | 나고시의 기후 | 나고시의 기후 | 나고시의 기후 | 나고시의 기후 | 나고시의 기후 | 나고시의 기후 | 나고시의 기후   |
| 월                                                           | 1월           | 2월           | 3월           | 4월           | 5월           | 6월           | 7월           | 8월           | 9월           | 10월          | 11월          | 12월          | 연간            |
| ------------------------------------------------------------ | ------------- | ------------- | ------------- | ------------- | ------------- | ------------- | ------------- | ------------- | ------------- | ------------- | ------------- | ------------- | --------------- |
| 역대 최고 기온 °C (°F)                                       | 26.0 (78.8)   | 26.2 (79.2)   | 27.7 (81.9)   | 29.7 (85.5)   | 31.8 (89.2)   | 33.7 (92.7)   | 35.1 (95.2)   | 35.1 (95.2)   | 34.1 (93.4)   | 33.0 (91.4)   | 30.2 (86.4)   | 28.2 (82.8)   | 35.1 (95.2)     |
| 일평균 최고 기온 °C (°F)                                     | 19.4 (66.9)   | 19.8 (67.6)   | 21.5 (70.7)   | 24.0 (75.2)   | 26.7 (80.1)   | 29.5 (85.1)   | 31.9 (89.4)   | 31.9 (89.4)   | 30.8 (87.4)   | 28.0 (82.4)   | 24.8 (76.6)   | 21.1 (70.0)   | 25.8 (78.4)     |
| 일일 평균 기온 °C (°F)                                       | 16.5 (61.7)   | 16.8 (62.2)   | 18.5 (65.3)   | 20.9 (69.6)   | 23.8 (74.8)   | 26.9 (80.4)   | 28.9 (84.0)   | 28.8 (83.8)   | 27.6 (81.7)   | 25.0 (77.0)   | 21.9 (71.4)   | 18.2 (64.8)   | 22.8 (73.0)     |
| 일평균 최저 기온 °C (°F)                                     | 13.7 (56.7)   | 13.9 (57.0)   | 15.6 (60.1)   | 18.2 (64.8)   | 21.2 (70.2)   | 24.9 (76.8)   | 26.7 (80.1)   | 26.4 (79.5)   | 25.1 (77.2)   | 22.5 (72.5)   | 19.3 (66.7)   | 15.6 (60.1)   | 20.3 (68.5)     |
| 역대 최저 기온 °C (°F)                                       | 3.6 (38.5)    | 3.4 (38.1)    | 4.7 (40.5)    | 6.3 (43.3)    | 11.7 (53.1)   | 15.8 (60.4)   | 20.9 (69.6)   | 20.3 (68.5)   | 14.5 (58.1)   | 11.1 (52.0)   | 8.7 (47.7)    | 5.5 (41.9)    | 3.4 (38.1)      |
| 평균 강수량 mm (인치)                                        | 96.8 (3.81)   | 109.9 (4.33)  | 140.8 (5.54)  | 160.8 (6.33)  | 220.1 (8.67)  | 291.7 (11.48) | 182.6 (7.19)  | 265.9 (10.47) | 238.4 (9.39)  | 184.7 (7.27)  | 119.2 (4.69)  | 109.7 (4.32)  | 2,120.7 (83.49) |
| 평균 강수일수 (≥ 0.5 mm)                                     | 13.6          | 12.2          | 13.3          | 12.2          | 13.5          | 13.5          | 12.2          | 14.5          | 14.0          | 11.4          | 10.6          | 12.6          | 153.8           |
| 평균 상대 습도 (%)                                           | 69            | 71            | 73            | 76            | 79            | 83            | 79            | 79            | 77            | 74            | 71            | 69            | 75              |
| 평균 월간 일조시간                                           | 94.7          | 91.4          | 112.6         | 121.3         | 136.7         | 152.3         | 235.7         | 211.9         | 183.4         | 166.2         | 124.5         | 108.0         | 1,738.8         |
| 출처: 일본 기상청 (평년값: 1991년~2020년, 극값: 1966년~현재) |               |               |               |               |               |               |               |               |               |               |               |               |                 |

## 자매 도시
- 일본 홋카이도 다키카와시(1990년 7월 1일)
- 일본 오사카부 히라카타시(1997년 7월 31일)
- 일본 이와테현 하치만타이시(2007년 1월 28일)
- 일본 군마현 다테바야시시(2009년 4월 25일)
- 미국 하와이주 힐로(1986년 6월 13일)
- 브라질 파라나주 론드리나(1998년 8월 7일)

## 교통

### 도로
- 오키나와 자동차도
- 국도 제58호선
- 국도 제329호선
- 국도 제331호선
- 국도 제449호선
- 국도 제505호선